# San Pedro (Tabasco)
Capitán Felipe Castellanos Díaz más conocida como San Pedro es un pequeño pueblo ubicado en el municipio de Balancán, Tabasco, siendo uno de los puntos más importantes del municipio por tener una rica historia como estación de tren.
Se localiza a orillas del Río San Pedro Mártir por la cual recibe su nombre. A un kilómetro se encuentra la zona arqueológica de El tiradero, nombre con el cual también fue conocido el pueblo.

## Geografía

### Ubicación geográfica
Capitán Felipe Castellanos Díaz (San Pedro) se encuentra ubicado en el municipio de Balancán, en el estado de Tabasco. Sus coordenadas geográficas son 17°46′20″N 91°08′51″O / 17.77222, -91.14750 a una altitud de 44 metros sobre el nivel del mar.